# Biserica Icoanei Maicii Domnului din Kazan din Ceadîr-Lunga
Biserica Icoanei Maicii Domnului din Kazan este un lăcaș de cult din Ceadîr-Lunga, Găgăuzia, Republica Moldova.
În 1972 autoritățile comuniste au dispus demolarea, prin aruncarea în aer, a bisericii Sfântul Dumitru din Ceadîr-Lunga. Biserica cu hramul Icoanei Maicii Domnului din Kazan este o copie exactă a vechii biserici, construită la aproximativ o sută de metri de locul aflării ei, în anii 1997/1998-2008. Lucrările de construcție au durat mult din cauza proastei finanțări. Clopotele au fost aduse din Dnipropetrovsk, Ucraina.

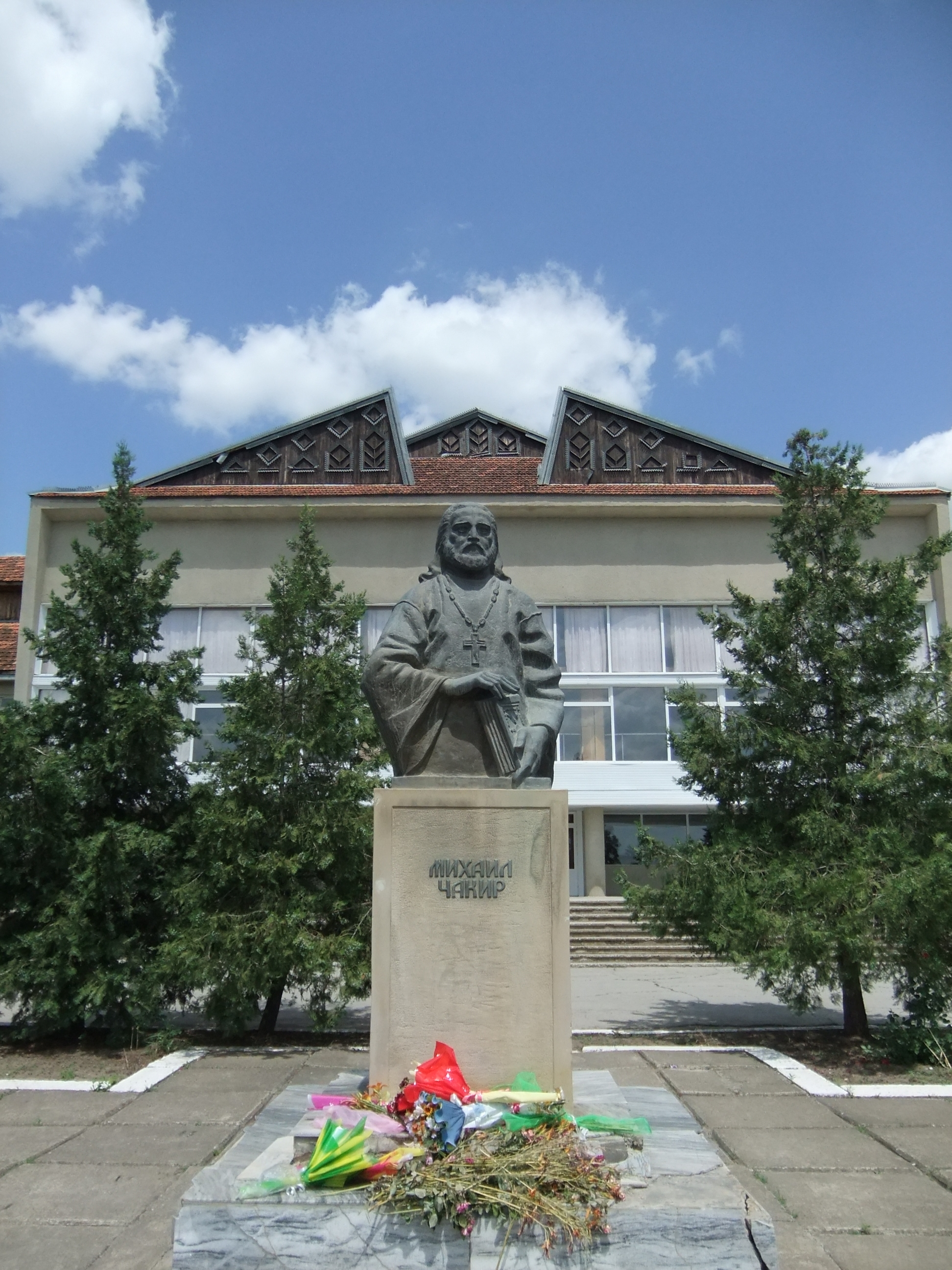
Locul amplasării vechii biserici

Pe teritoriul fostului edificiu religios este amplasată o casă de cultură și bustul protoiereului Mihail Ceakir. Noua biserică a fost proiectată de un absolvent al Tehnicumului (Colegiului) de Arhitectură și Construcții din Chișinău, care s-a inspirat din arhitectura bisericii din satul Vădeni, regiunea Odesa, construită în anii 1910 de aceiași muncitori care au ridicat Biserica „Sfântul Dumitru”.
În 2018 parohul bisericii era preotul Serghei Lazarev.